# Leontodon rigens
Leontodon rigens é uma espécie de planta com flor pertencente à família Asteraceae. É endémica do Arquipélago dos Açores.
A autoridade científica da espécie é (Dryand. in Aiton) Paiva & Ormonde, tendo sido publicada em Boletim da Sociedade Broteriana, sér. 2 46: 448. 1972 [1973].

## Proteção
Não se encontra protegida por legislação portuguesa ou da Comunidade Europeia.